# Hesperis theophrasti
Hesperis theophrasti là một loài thực vật có hoa trong họ Cải. Loài này được Borbás mô tả khoa học đầu tiên năm 1902.